# Vesper (Liturgie)

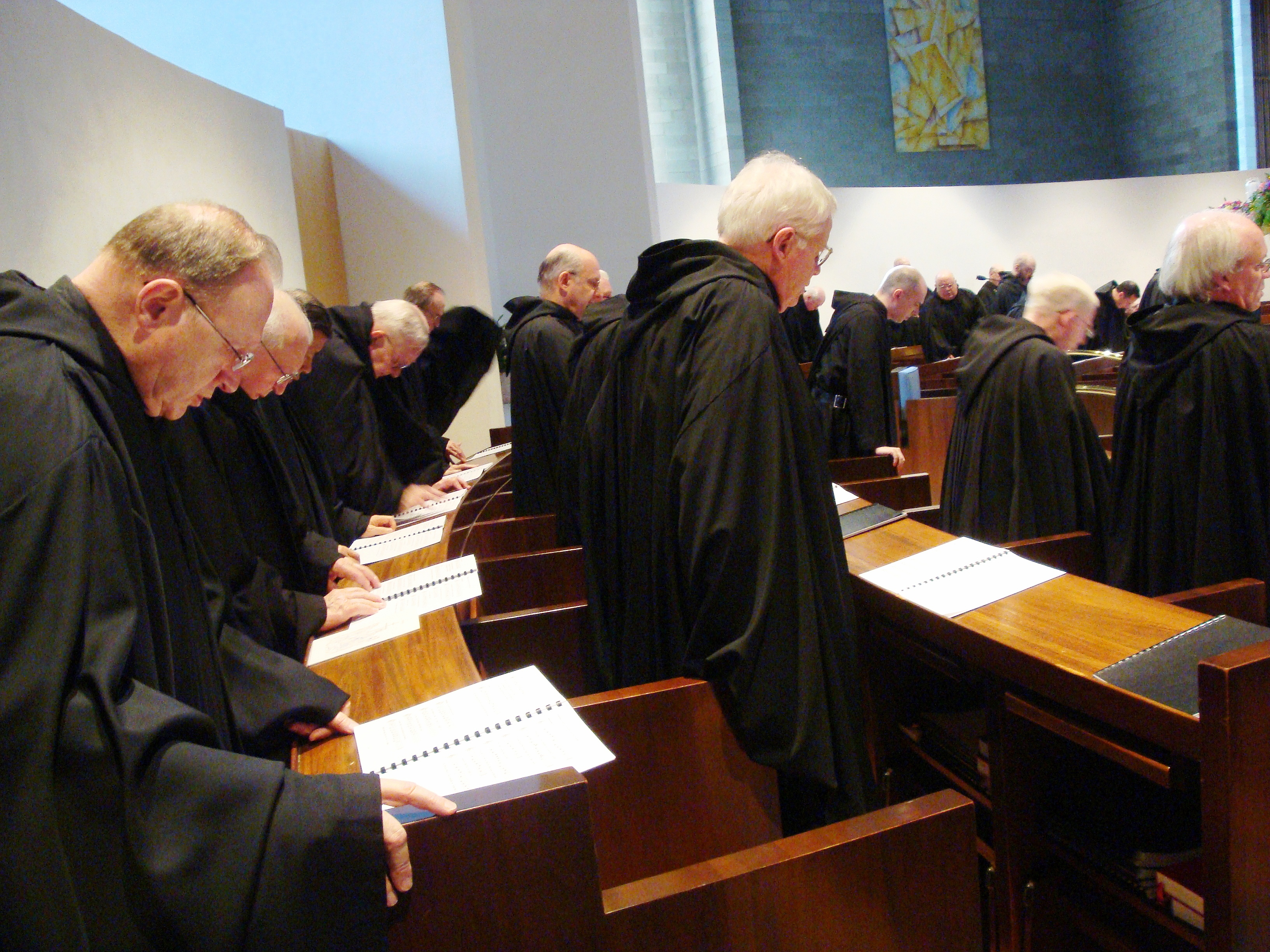
Benediktiner bei der Vesper

Die Vesper (lat. vespera „Abend“) ist die Abendhore im Stundengebet und somit als Abendlob das liturgische Abendgebet im Christentum. Im byzantinischen Ritus wird es Ἑσπερινός Hesperinós ‚abendlich‘ (von griech. ἕσπερος hésperos ‚Abend‘) genannt.
Hochfeste und Sonntage beginnen liturgisch bereits am Vorabend; die Vesper am Vorabend wird dann erste Vesper genannt, die am Tage selbst zweite Vesper.

## Geschichte
Als das Urchristentum aus der jüdischen Tradition, dreimal am Tag zu beten, die Vorstufe des heutigen Stundengebets entwickelte, kam dabei dem Abendgebet wie schon dem Maariw der jüdischen Tradition eine wichtige Rolle zu. Auch als sich ab dem 3. Jahrhundert die Eremiten zu (koinobitischen) Gemeinschaften zusammenschlossen, war eine der beiden gemeinschaftlichen liturgischen Versammlungen am Abend, die andere am frühen Morgen. Den jüdischen Brauch, Psalmen zu beten, behielten die Christen bei und weiteten ihn aus. Im monastischen Offizium der Mönchsgemeinschaften wurden die Psalmen bei den Gebetszeiten fortlaufend gelesen. Im gemeindegottesdienstlich ausgerichteten Typ des Kathedraloffiziums wurden die Psalmen anlassbezogen ausgewählt. Für die Vesper wurden insbesondere Psalmen mit abendlichen Motiven gewählt. Von besonderer Bedeutung war dabei stets der Psalm 141 , dessen Beten schon früh mit dem Ritus des Weihrauchabbrennens verbunden wurde. Ein weiteres Element des Abendgebets war das rituelle Entzünden des Lichts, das Luzernar. Die Vesper wurde bis ins Mittelalter „Luzernar“ genannt, auch als mit dem Aufkommen der benediktinischen Klöster der tägliche Lichtritus verschwand. Andere Bezeichnungen waren λυχνικόν lychnikón ‚Lichtfeier‘ oder hora incensi ‚Stunde des Verbrennens (von Weihrauch)‘. Früh traten zu den Psalmen Fürbitten und Hymnen. Aus dem zweiten Jahrhundert stammt der Christushymnus Phōs hilarón (griech. Φῶς Ἱλαρόν), der bis heute Teil des abendlichen Stundengebets ist.

## Katholische Kirche

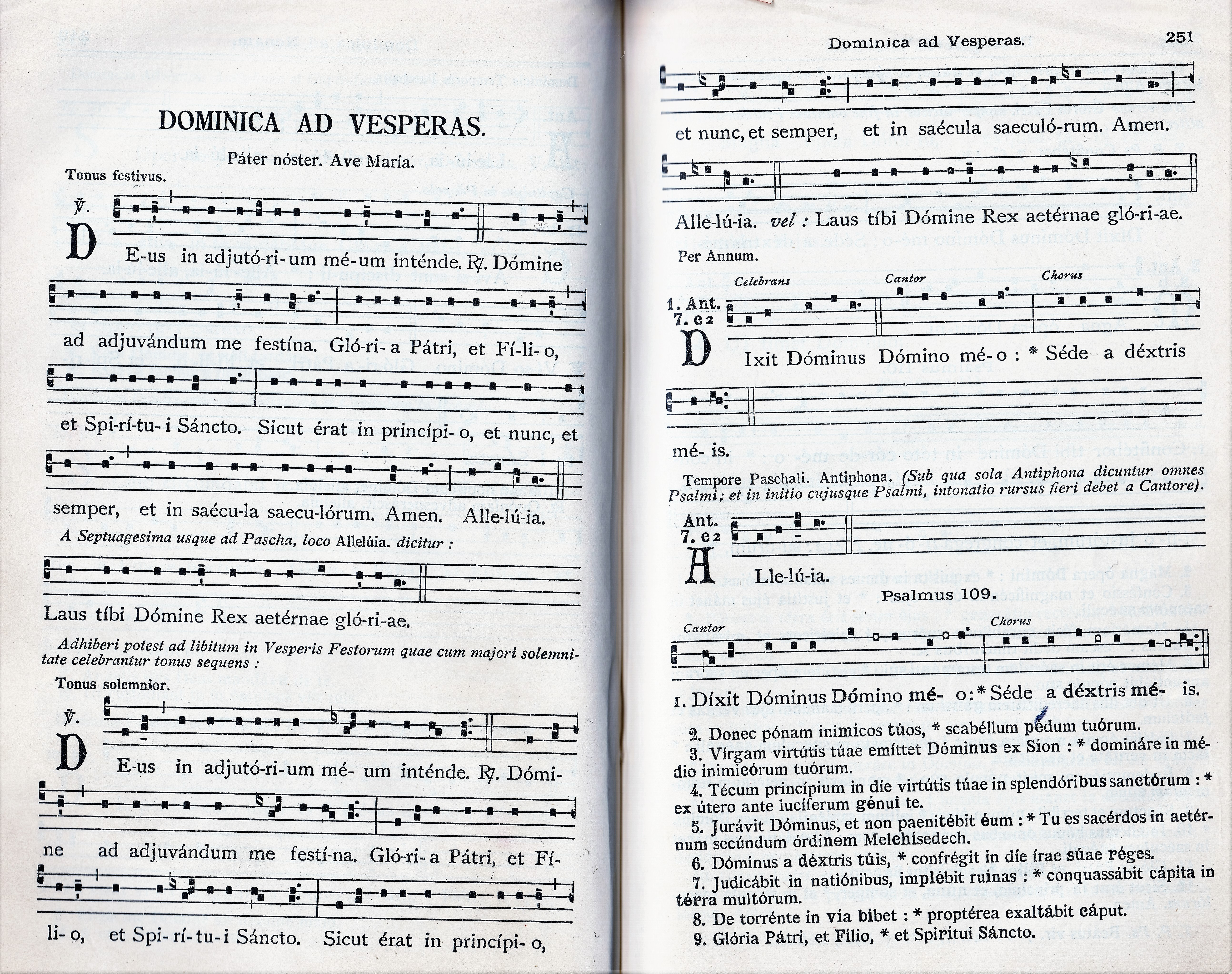
Beginn der Vesper vom Sonntag im Liber Usualis

Die Vesper (preces vespertinae, ‚Abendgebet‘) bildet in der Liturgie der römisch-katholischen Kirche zusammen mit den Laudes, dem Morgengebet, als wichtigste Horen (Horae praecipuae) den „doppelten Angelpunkt des täglichen Stundengebets“ (duplex cardo Officii cotidiani) (Zweites Vatikanisches Konzil, SC 89). 
Aufbau der Vesper im römischen Stundenbuch
- Eröffnung
- Hymnus
- zwei Psalmen und ein neutestamentliches Canticum mit Antiphonen
- Schriftlesung (Kapitel)
- Responsorium
- Magnificat mit Antiphon
- Fürbitten mit Vater unser
- Oration
- Segen

Die Psalmen und Cantica, Antiphonen, Kapitel, Fürbitten und Orationen wiederholen sich an den einzelnen Wochentagen im Vier-Wochen-Rhythmus (Vierwochenpsalter), außer an Feiertagen und in der Advents-, Weihnachts-, Fasten- und Osterzeit. Hochfeste und Sonntage haben ein eigenes Formular für die erste Vesper am Vorabend und die zweite Vesper am Abend des Tages selbst, da Sonntage und Hochfeste liturgisch bereits mit der ersten Vesper beginnen. 
Die Fürbitten innerhalb der Vesper unterscheiden sich von den Bitten der Laudes. Die Preces der Laudes sind Bitten für den jeweiligen Tag, die Fürbitten der Vesper umfassen Fürbitten für die Kirche und die ganze Welt. Die Preces der Vesper schließen mit der Bitte für die Verstorbenen, was alter liturgischer Tradition entspricht. 
Ist die Vesper die letzte Hore des Tages, die in Gemeinschaft gebetet wird, wird häufig die der Zeit im Kirchenjahr entsprechende marianische Antiphon angefügt, die ansonsten die Komplet beschließt. Früher waren fünf Psalmen vorgesehen; dies hat sich im Stundengebet einiger kontemplativer Orden (etwa Benediktiner, Zisterzienser, Kartäuser) erhalten.
Das tägliche Beten der Vesper ist für Priester, Diakone und die Personen des gottgeweihten Lebens verpflichtend, den Laien wird es empfohlen. Die Feier einer Vesper, der ein Bischof oder ein infulierter Abt vorsteht, wird Pontifikalvesper genannt.
Die Totenvesper, das liturgische Abendgebet mit anlassbezogenen Texten, kann in der Zeit der Trauer zwischen Tod und Beerdigung gebetet oder gesungen werden, ferner am Abend des Begräbnistages, 30 Tage nach dem Begräbnis oder beim Jahrgedächtnis. Bei Priestern, Bischöfen und Ordensleuten gehört sie gewöhnlich zu den Trauergottesdiensten. Das Gotteslob bietet hierfür eine Vorlage an (GL 655 bis 658).

## Anglikanische Kirche
Mit dem Modell des Daily Evening Prayer im Book of Common Prayer knüpfte die anglikanische Kirche im 16. Jahrhundert wieder an die Tradition des abendlichen Gemeindegebets an. Sie ist gegenwärtig wohl die einzige Kirche, der es gelang, das tägliche Abendgebet in den Gemeinden lebendig zu halten. Zum altkirchlichen Erbe gehört der tägliche Hymnus „O Gracious Light“ (Phos hilaron). Im heutigen Lektionar (1979) sind die Psalmen in einem Sieben-Wochen-Zyklus geordnet. Dieses Abendgebet nennt man Evening Service, Evening Prayer oder auch Evensong.

## Lutherische Kirche
Die lutherische Kirche hat die Vesper als Abendgebet beibehalten und weiterentwickelt. So wird sie bis ins Zeitalter von Rationalismus und Aufklärung durchgängig gehalten. Insgesamt werden fünf unterschiedliche Ausprägungen der Vesper gefeiert:
1. Vesper mit Predigt, reicher liturgischer Ausgestaltung unter Verwendung der lateinischen Sprache
2. Vesper mit Predigt in schlichter Form, aber in Latein
3. Vesper bestehend aus Wortverkündigung und Gesang
4. Vesper von der Kanzel mit Katechese
5. Erweiterte Vesper durch eine Gebetsstunde am Sonntagabend

Seit den 1920er-Jahren bildeten sich Kreise wie die Berneuchener Bewegung, die Michaels- oder Ansverusbruderschaft, die sich zu täglichen Gebetszeiten verpflichteten und Formen eines evangelischen Tagzeitengebets, meist durch Entwicklung einer deutschen Gregorianik, erprobten. 1998 wurde das „Evangelische Tagzeitenbuch“ in neuer völlig neu gestalteter Ausgabe herausgegeben.
Mit der Agende II wurde 1960 in den evangelisch-lutherischen Kirchen eine Ordnung für die Vesper als Gemeindegottesdienst angeboten; dieses Werk wurde bei der Agendenreform bislang nicht neu herausgegeben und hat wohl insgesamt wenig Wirkung gehabt. Die Thüringische Landeskirche gab 1959 das sogenannte Evangelische Brevier heraus (5. Auflage 2001 unter dem Titel „Biblisches Brevier“). Es enthält neben Morgengebet (Mette) und Tagesgebet (Laudes) eine Ordnung für die Vesper, die im Wesentlichen der oben aufgeführten katholischen Ordnung gleicht, aber an zwei Punkten eigene Wege geht: 
- anstelle des Responsoriums tritt die Erklärung des Credo aus Luthers Kleinem Katechismus;
- anstelle des ganzen Vaterunsers wird jedem Wochentag eine Vaterunser-Bitte zugeordnet, verbunden mit der entsprechenden Strophe aus Luthers Vaterunser-Lied.

Damit nimmt dieses Modell alte Traditionen evangelischer Wochentagsgottesdienste, die dem Unterricht im Katechismus dienten, auf und verbindet sie mit der Struktur des Stundengebets.
Das ELKG (Evangelisch-Lutherische Kirchengesangbuch) für die Selbständige Evangelisch-Lutherische Kirche (SELK) druckt in Anlehnung an Agende II das Morgengebet (Mette), die Vesper und die Komplet ab.

## Byzantinischer Ritus
Die Vesper in den Kirchen des byzantinischen Ritus (vor allem der orthodoxen Kirchen) wird besonders vor den großen Festen festlich mit der ganzen Gemeinde gefeiert, in den Klöstern wird sie täglich zelebriert. Unterschieden wird zwischen großer und kleiner Vesper. Die große Vesper vereinigt in zwei aufeinanderfolgenden Teilen die monastische und die Kathedralvesper.
Grundstruktur der großen Vesper
- Eröffnungsriten
  - Eröffnungsgebete
  - Psalm 104 mit „Leuchtengebet“
  - große Ektenie (Fürbittlitanei)

- Monastische Vesper
  - Kathisma (ca. 8 Psalmen)

- Kathedralvesper
  - Luzernar
- kleine Litanei
  - Abendpsalmen 141 EU, 142, 130, 117 mit Weihrauchopfer
  - Einzug der Liturgen mit dem Hymnus Phos hilaron („Freundliches Licht“)
  - ggf. Schriftlesung zum Festtag
  - Fürbitt-Litaneien
  - eventuell Fürbitten zum Tag (Litia)
  - Lobgesang des Simeon

- Schlussriten
  - Trishagion, Vater unser, Troparia
  - Segen und Entlassung.

Weitere kleinere Gesänge und Gebete, zum Teil anlassbezogen, können hinzukommen, auch die Brotsegnung Artoklasia wird manchmal im Zusammenhang mit der Vesper gehalten.

## Koptischer Ritus
Der koptische Ritus, der seinerseits auf die äthiopische Kirche ausstrahlte, ist stark durch den monastischen Typ des Stundengebets geprägt, was sich in einem umfangreichen Psalmen-Pensum als fortlaufende Lesung unabhängig vom Anlass niederschlägt. Das Formular des koptischen Stundenbuchs („Agpeya“) sieht täglich zur jeweiligen Gebetsstunde dieselben Psalmen und dieselben Lesungen vor, zum Gebet zur elften Stunde (Vesper) die Psalmen 117, 118, 120–129, das Evangelium Lk 4,38–41  (Jesus heilt viele Menschen zur Zeit des Sonnenuntergangs), zahlreiche weitere Gebete und das Vaterunser. Der Psalm 51 wird zu Beginn einer jeden Hore gebetet.

## Die Vesper in der Musikgeschichte
Die Psalmen und Hymnen des Vespergebetes haben viele Komponisten inspiriert, darunter Claudio Monteverdi (Marienvesper oder Vespro della Beata Vergine), Antonio Vivaldi, Wolfgang Amadeus Mozart (Vesperae de Dominica, Vesperae solennes de Confessore), Anton Bruckner und Sergei Rachmaninoff. Musikalische Vertonungen folgen in der Regel der alten Ordnung, so dass eine komplette Vespervertonung meist fünf Psalmen aufweist. In der Sonntagsvesper sind es (nach der lateinischen Zählung) die Psalmen 109–112 und 113, in der ersten Vesper für einen heiligen Bekenner an der fünften Stelle Ps 116.